# Jakov Protazanov
Jakov Aleksandrovitj Protazanov (ryska: Яков Александрович Протазанов), född (23 januari g.s.) 4 februari 1881 i Moskva, död 8 augusti 1945 i Moskva, var en rysk och sovjetisk skådespelare, filmregissör och manusförfattare.

## Filmografi i urval

### Regi
- 1909 – Bachtjisarajskij fontan [11]
- 1912 – Uchod velikogo startsa
- 1915 – Plebej (även manus)
- 1916 – Pikovaja dama
- 1917 – Fader Sergius
- 1917 – Satana likujusjtjij
- 1919 – Hans drottning
- 1919 – Ditja tjuzjogo
- 1922 – När blodet sjuder
- 1924 – Aelita
- 1925 – Zakrojsjtjik iz Torzjka
- 1927 – Sorok pervyj (Den fyrtioförsta)
- 1930 – Jörgensfesten (även manus)
- 1943 – Nasreddin v Buchare [12]